# Färla

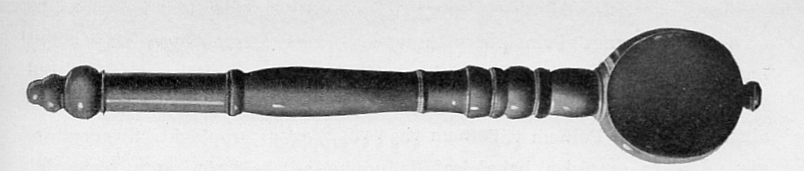
Färla från Skara gymnasium

Färla (latin: ferula, "växt") var förr i tiden ett straffredskap av trä eller läder som användes i skolundervisningen.
Äldre tiders skolor har i hög grad präglats av stränghet, och skolaga var allmänt förekommande. Olika straffredskap användes för att främja flit och lydnad. Till sin hjälp för att tillrättavisa eleverna kunde läraren använda dels björkris (som eleverna ofta fick gå ut och plocka ihop själva), dels en så kallad färla, det vill säga en skiva på ett skaft med vilken läraren slog barnen över fingrarna eller handflatorna. 
Färlan var inte enbart en svensk företeelse utan användes även i utlandet och ansågs oumbärlig vid allt skolarbete redan på 1600-talet.

## Heraldik
Färlan utnyttjade som symbol i några medeltida ätters släktvapen, se Färla (adelsätter). Den användes i den akademiska heraldiken. I Sverige förekommer den bland annat på Karolinska skolans i Örebro sigill, samt i Katedralskolans i Uppsala vapen. 

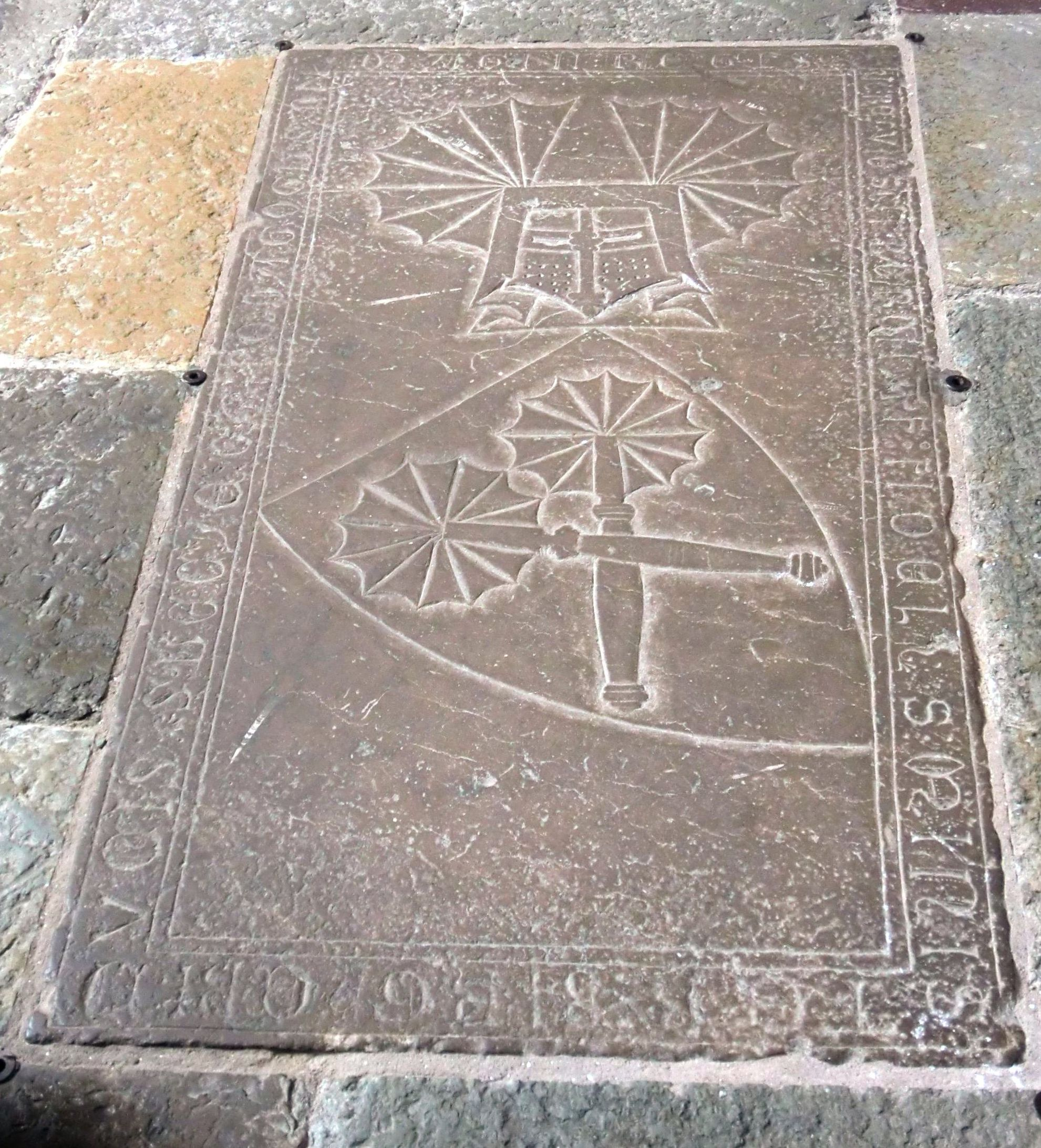
Björn Näfs gravhäll i Varnhems klosterkyrka med färle-vapnet.
Bengt Nilssons (Färla) vapensköld.
Katedralskolans i Uppsala vapensköld.